# SOKO – Sdružení obcí krušnohorské oblasti
SOKO – Sdružení obcí krušnohorské oblasti je zájmové sdružení právnických osob v okresu Chomutov a okresu Karlovy Vary, jeho sídlem jsou Vejprty a jeho cílem je koordinace územních plánů, vytváření, projektování a realizace společných projektů, akcí a aktivit, koordinace významných investičních akcí v zájmovém území, společný postup při získávání finančních prostředků z různých fondů, společná podpora podnikání na území mikroregionu, zvýšení atraktivity zájmového území pro investory, zvýšená ochrana životního prostředí v zájmovém území, společný postup při dosahování ekologické stability území, snižování nezaměstnanosti na území mikroregionu, informační a iniciační činnost vůči podnikatelským subjektům a obyvatelům zájmového území. Sdružuje celkem 8 obcí a jednu organizaci a byl založen v roce 1999.

## Obce sdružené v mikroregionu
- Boží Dar
- Horní Blatná
- Kovářská
- Kryštofovy Hamry
- Loučná pod Klínovcem
- Měděnec
- Pernink
- Vejprty
- Horská služba České republiky – organizace